# Bitola finlandesa
A bitola finlandesa corresponde às vias-férreas cuja distância entre carris correspondente ao valor de 1.524 mm, ou 5 pés. É uma bitola mais larga que a bitola internacional.

## História
Quando se começaram a construir os primeiros caminhos de ferro na Finlândia, nos finais do século XIX, decidiu utilizar-se uma bitola de 1.542 mm, que já era utilizada em larga escala pela Rússia, país do qual a Finlândia fazia parte. Esta escolha foi feita por motivos comerciais, uma vez que desta forma seria facilitado o tráfego de mercadorias com o restante território russo.
Porém, na década de 1960, durante o período soviético, as vias-férreas russas foram ligeiramente modificadas para uma largura de 1.520 mm, enquanto que na Finlândia continuou a utilizar-se a bitola original. Esta alteração não impediu as ligações entre os dois países, já que devido à reduzida diferença ainda podem ser utilizadas pelos comboios de ambas as bitolas. Apesar de deixar de ser utilizada pela Rússia, a bitola ainda pode ser encontrada em cerca de 222 mil quilómetros de via-férrea, que incluem a Finlândia e vários antigos países da União Soviética, além do Afeganistão e a Mongólia.
Em 2022, o ministro dos Transportes finlandês, Timo Harakka, rejeitou uma proposta da União Europeia para alterar as vias-férreas nacionais para a bitola estandartizada europeia, de 1.435 mm, tendo-a considerado como «despropositada» e demasiado dispendiosa.